# Fièvre à tiques du Colorado
Espèce
Synonymes
- Colorado tick fever virus[1]

La  fièvre à tiques du Colorado  (CTF) (également appelée fièvre à tiques des montagnes, fièvre des montagnes, fièvre des montagnes Américaines) est une infection virale aiguë transmise par la piqûre d'une tique des bois infectée (Dermacentor andersoni). Le virus de l’espèce de celui de la fièvre à tiques du Colorado, Colorado tick fever coltivirus (CTFV), du genre Coltivirus et de la famille des Reoviridae infecte les cellules hématopoïétiques, en particulier les érythrocytes, ce qui explique comment le virus est transmis par les tiques suceurs de sang et explique également l'incidence de la transmission par l'intermédiaire de la transfusion sanguine. La maladie se développe à partir de mars à septembre, avec un pic d’infections se produisant en mai et juin. La maladie est retrouvée presque exclusivement aux États-Unis et dans l’ouest du Canada, la plupart du temps dans des secteurs de haute montagne tels que le Colorado et l'Idaho. Le CTFV a été isolé pour la première fois dans le sang humain en 1944.
La particule virale, comme les autres Coltivirus, mesure ~80 nanomètres de diamètre et n’a généralement pas d’enveloppe. Le génome viral se présente sous la forme d’une double chaîne d’ARN est long de ~20,000bp et est divisé en 12 segments, désignés sous les noms de Seg-1 à Seg-12. La réplication virale dans les cellules infectées est associée à la présence de matrices granulaires cytoplasmiques caractéristiques. Il semble évident que la présence virale dans les érythrocytes matures est le résultat de la réplication du virus dans des cellules hématopoïétiques qui sont les précurseurs des érythrocytes et de la maturation simultanée des cellules non matures infectées plutôt que de l'entrée et de la réplication directe du CTFV dans les érythrocytes matures.
La tique des bois est habituellement fixée sur un hôte, mais quand il est sans hôte il se cache dans fissures et des crevasses ou bien dans le sol. Si pour quelque raison que ce soit la tique ne parvient pas à trouver un hôte avant les mois d'hiver, il restera dans l’humus jusqu'au printemps où il pourra reprendre sa recherche. La tique des bois ne cherche généralement pas non plus un hôte disponible pendant les mois d'été les plus chauds. Les tiques adultes, pour la plupart, tentent de grimper jusqu'au sommet de l'herbe et sur les arbustes bas pour s'accrocher à un hôte qui erre à proximité. Ces tiques peuvent se fixer à leurs hôtes en sécrétant une substance analogue au ciment issue de leur bouche et en l'insérant dans la chair de l’hôte.

## Transmission
La fièvre à tiques du Colorado est transmise par une piqûre de tique. Il n'y a aucune preuve de transmission directe d’homme à homme. Cependant, de rares cas de transmission par transfusion sanguine ont été rapportés. Le virus qui provoque la fièvre à tiques du Colorado peut rester dans le sang pendant quatre mois après le début de la maladie.

## Symptômes
Les premiers symptômes peuvent se déclarer environ 3 à 6 jours après la piqûre de tique initiale, bien que la période d'incubation puisse atteindre jusqu'à 20 jours. Les patients présentent habituellement une maladie et une fièvre biphasique avec des symptômes qui peuvent persister pendant trois jours, diminuer, et puis réapparaître pour un autre épisode de 1 à 3 jours. Le virus a la capacité de vivre dans le courant sanguin pendant 120 jours au maximum ; donc tout contact avec le malade sans précautions appropriées et tout don de sang sont interdits.
Les symptômes initiaux sont : la fièvre, frissons, maux de tête, douleurs derrière les yeux, photophobie, douleur musculaires, malaise général, douleurs abdominales, nausées, vomissements ainsi qu'une éruption érythémateuse ou papuleuse. Pendant la deuxième phase de l’infection virale une fièvre élevée peut réapparaître avec une recrudescence des symptômes. La CTF peut être très grave lorsqu’elle atteint des enfants et nécessite parfois l'hospitalisation. Les complications possibles de cette maladie sont la méningite aseptique, l'encéphalite, et la fièvre hémorragique mais elles sont rares.
La CTF est une maladie saisonnière, la plupart du temps elle se produit aux États-Unis dans la région des montagnes rocheuses et habituellement à des altitudes de 4 000 à 10 000 pieds. les patients atteints de CTF sont la plupart du temps des campeurs et des hommes jeunes, qui ont été très probablement piqués en raison de leurs activités professionnelles.

## Diagnostic
Un ensemble de signes cliniques et d’examens de laboratoire  peuvent confirmer la suspicion de CTF. Des tests comme la fixation du complément par le virus de la fièvre à tiques du Colorado, le test d’immunofluoresence pour le virus de la fièvre du Colorado, et d’autres examens de laboratoire courants permettent d’orienter le diagnostic de CTF notamment la constatation d’une leucopénie avec thrombocytopénie, et d’une élévation modérée des enzymes hépatiques.
Actuellement il n'y a aucun traitement spécifique de la CTF. La première chose à faire est de s'assurer la tique est entièrement extraite de la peau, ensuite on peut utiliser l’Acetaminophène et des analgésiques pour soulager la fièvre et la douleur. L’aspirine n'est pas recommandée pour les enfants puisqu'elle a été impliquée dans un syndrome de Reye survenu dans certaines maladies virales. Les salicylates ne devraient pas être employés en raison de la thrombocytopénie, et de La survenue possible, bien que rare, de troubles de la coagulation. Toute personne suspecte d’avoir été piquée par une tique ou présentant des signes de CTF débutante devrait contacter immédiatement son médecin. 

## Extraction d’une tique
Les tiques devraient être enlevés rapidement et soigneusement avec des pinces brucelles et en appliquant une traction régulière et douce. le corps de la tique ne devrait pas être écrasé au moment de l’extraction et les brucelles devraient être placées aussi près de la peau que possible pour éviter de laisser des morceaux de la mandibule de la tique dans la peau. Les tiques ne devraient pas être extraites à main nue. Les mains devraient être protégées par des gants et/ou une étoffe et être soigneusement lavées à l'eau et au savon après l’opération. Cette manœuvre devrait être exécutée avec le plus grand soin.

## Prévention
Pour éviter les piqûres et l'infection par les tiques, les experts conseillent les précautions suivantes :
- Éviter les zones infestées par les tiques particulièrement pendant les mois les plus chauds.
- Porter des vêtements de couleur claire pour que les tiques soient plus facilement visibles. Porter une chemise longue, un chapeau, un pantalon long, et  remonter les chaussettes par-dessus les jambes du pantalon.
- Marcher au centre des sentiers pour éviter l'herbe et les buissons.
- Vérifier régulièrement au bout de quelques heures l’absence de tiques sur votre corps quand vous passez beaucoup de temps dehors dans des zones infestées par les tiques. Les tiques  sont trouvées le plus souvent sur les cuisses, les bras, les aisselles et les jambes. Les tiques peuvent être très petites (pas plus grosses qu'une tête d'épingle). Inspecter soigneusement toute nouvelle « tache de rousseur ».
- Utiliser un  répulsif d'insecte contenant du DEET sur votre peau ou de la perméthrine sur les vêtements. Bien respecter les directives concernant les récipients et les traiter avec des répulsifs avant de rentrer à l'intérieur.
- Extraire  immédiatement les tiques piqués dans la peau.

On pense que le fait d’avoir contracté le virus de la CTF confère une immunité durable contre une réinfection. Cependant il est toujours sage de prendre des précautions et d’essayer d’éviter les piqûres de tiques.

## Référence biologique
- (en) ICTV : Colorado tick fever coltivirus  (consulté le 28 février 2021)